# Grießem
Grießem ist ein Ortsteil des Fleckens Aerzen im Landkreis Hameln-Pyrmont in Niedersachsen.

## Lage
Grießem liegt im Südwesten des Landkreises Hameln-Pyrmont im Lipper Bergland. Im Süden des Naturparks Weserbergland Schaumburg-Hameln befindet es sich etwa 5 km südwestlich des Kernorts von Aerzen, 2,5 km südwestlich des Ortsteils Reher, 4,3 km nordwestlich von Bad Pyrmont und 2,7 km ostnordöstlich des Ortsteils Sonneborn der in Nordrhein-Westfalen liegenden Gemeinde Barntrup. Nördlich liegt der Saalberg und östlich der Pyrmonter Berg. Von Südwesten nach Nordosten durchfließt der Humme-Zufluss Grießebach das Dorf.

## Geschichte
Zu Beginn des  20. Jahrhunderts zählte Grießem 321 Einwohner.
Am 1. Januar 1973 wurde Grießem in den Flecken Aerzen eingegliedert.

## Religion

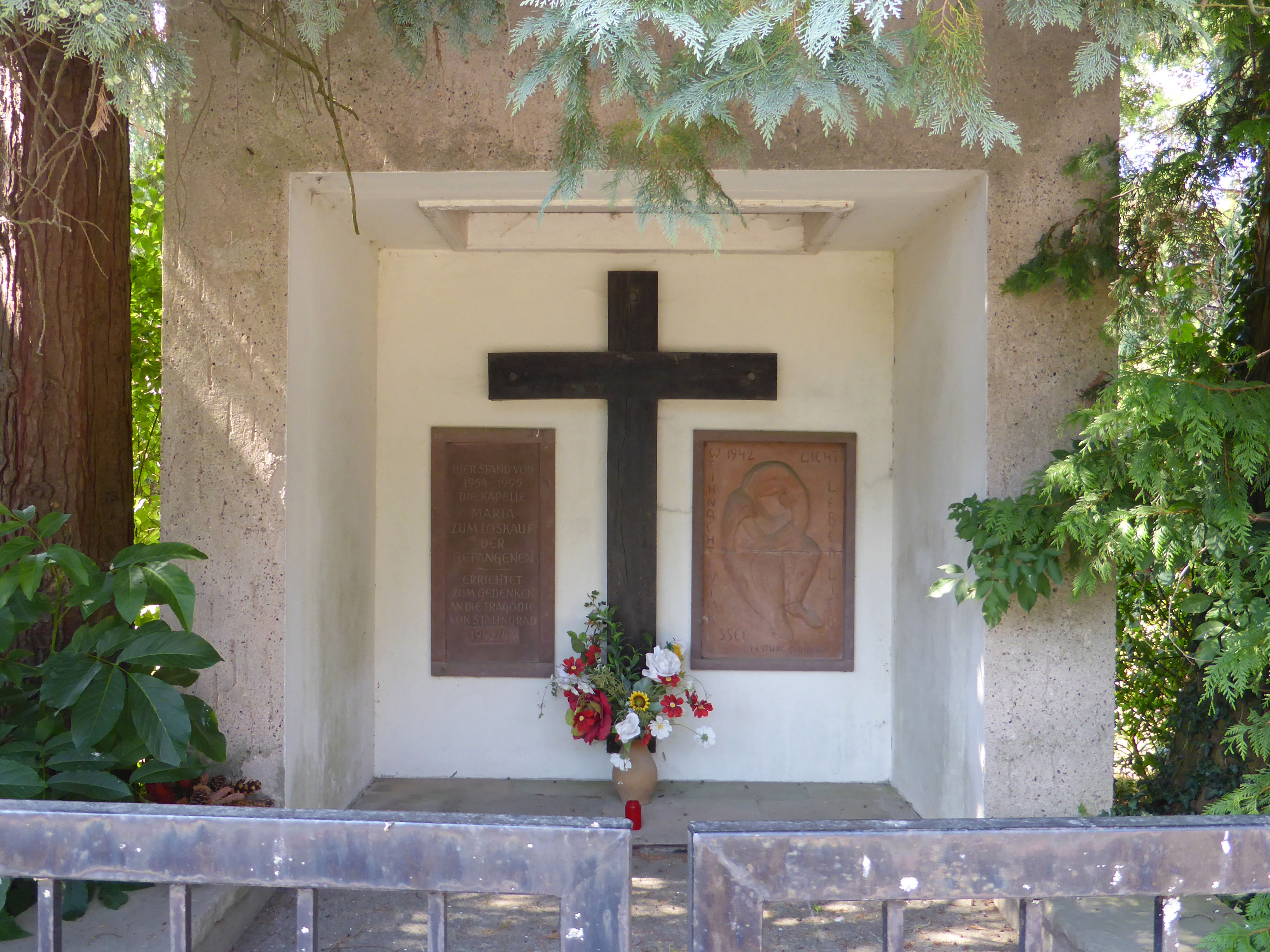
Gedenkstätte der ehemaligen katholischen Kapelle

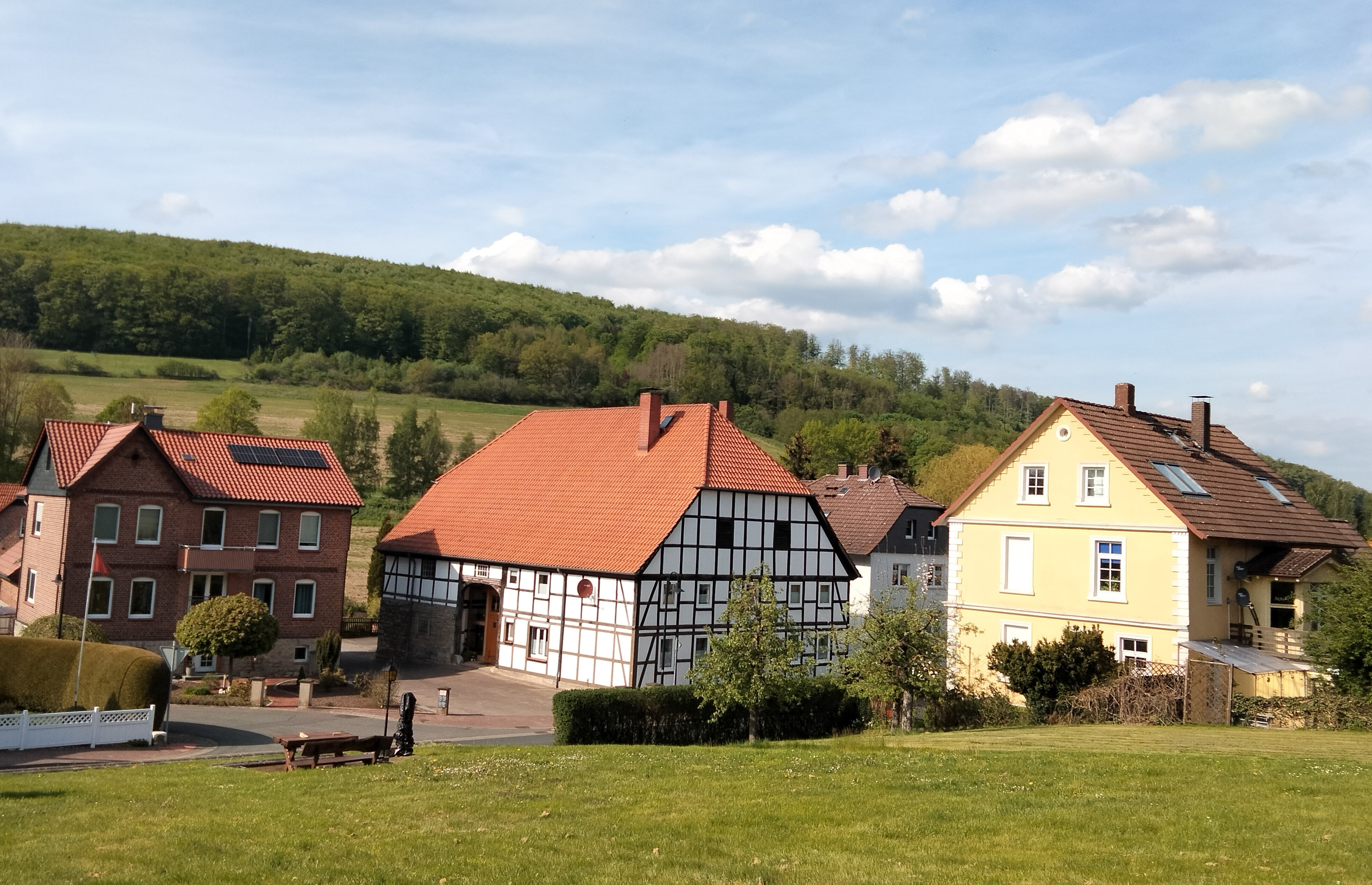
Ortsmitte

In Grießem steht keine Kirche. Der im Jahre 1900 angelegte Friedhof befindet sich in kommunaler Trägerschaft.
Evangelisch-lutherische Einwohner gehören zur St.-Marien-Kirchengemeinde und ihrer Marienkirche in Aerzen, und damit zum Kirchenkreis Hameln-Pyrmont der Evangelisch-lutherischen Landeskirche Hannovers.

## Bauwerke

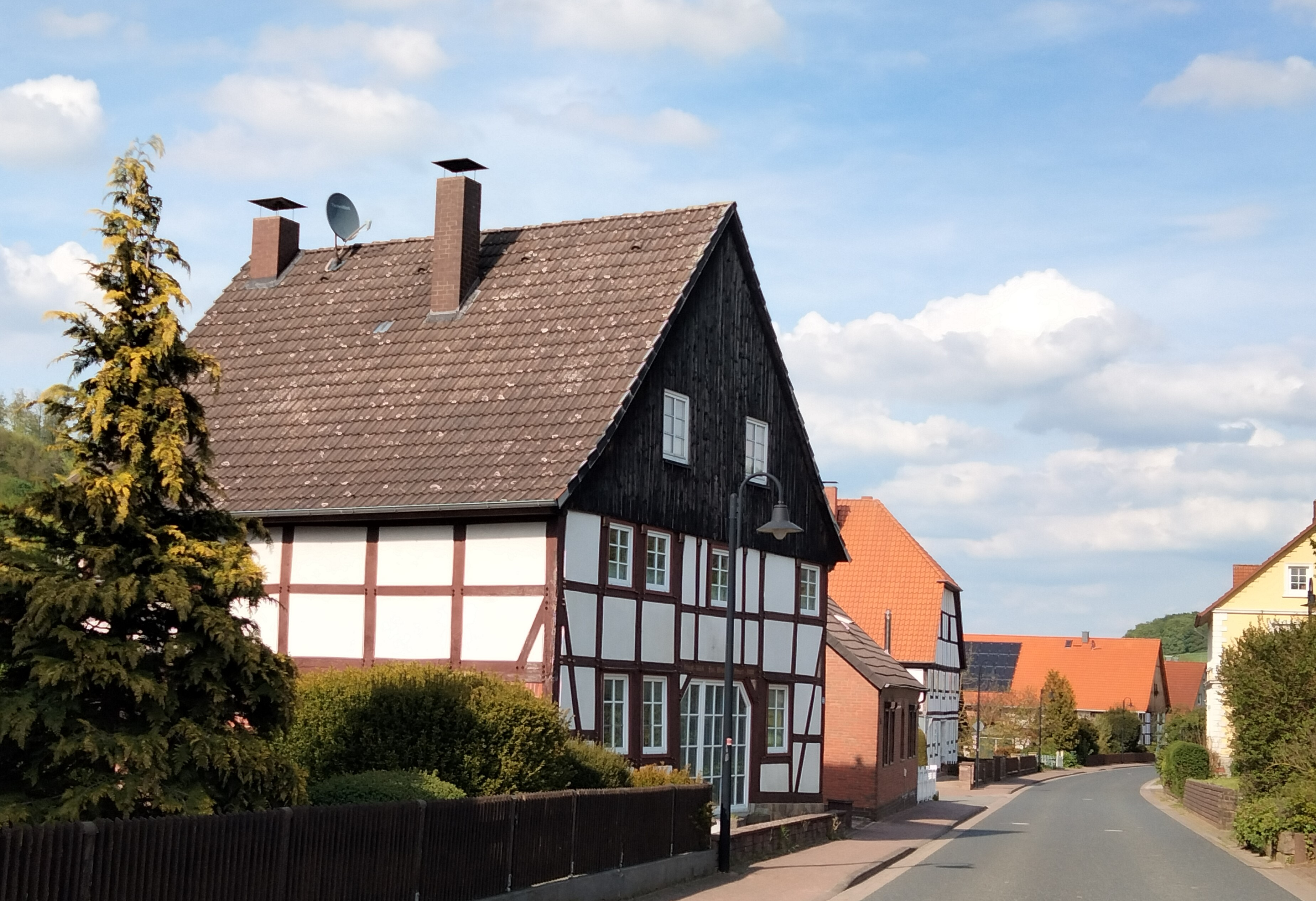
Pyrmonter Straße

Im seit der Reformation überwiegend evangelischen Grießem bestand von 1954 bis 1999 die katholische Kapelle St. Maria, die Freiherr von Canstein zum Dank an seine Heimkehr aus der sowjetischen Kriegsgefangenschaft erbauen ließ. Der Turm der Kapelle blieb als Erinnerung stehen und ist heute als Gedenkort gestaltet.
In Grießem sind mehrere gut erhaltene Fachwerkhäuser zu sehen, vor allem in der Pyrmonter Straße, der Hauptstraße. Haus Nr. 22 wurde 1686 erbaut und 2008 renoviert.

## Ortswappen
Das Ortswappen zeigt auf goldenem Grund ein aus blauem Wellenfluss wachsendes schwarzes, halbes Ross
Der Landgemeinde Grießem wurde, mit Erlass vom 6. Oktober 1933, die Genehmigung zur Führung des Wappens vom Preußischen Staatsministerium erteilt.

## Verkehr

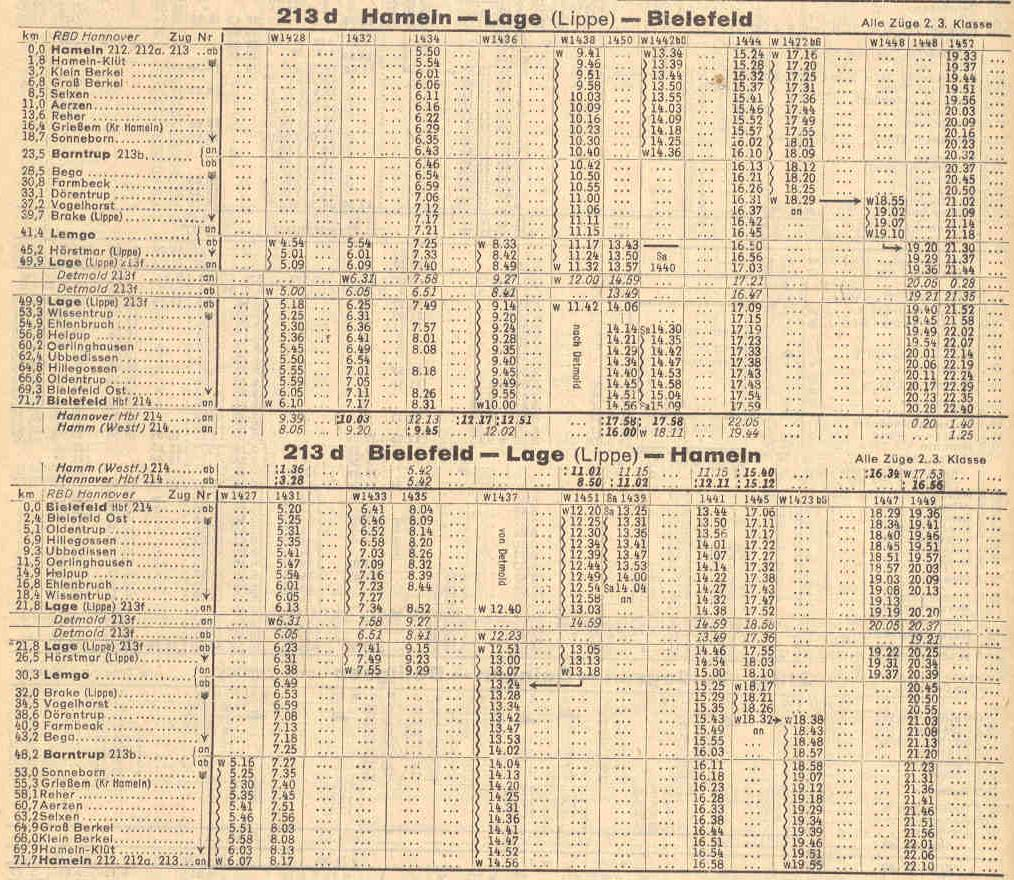
Fahrplan der Bahnstrecke Hameln-Lage-Bielefeld von 1944

### Straßenverkehr
Grießem liegt an der durch die nordöstlichen Dorfbreiche führenden Bundesstraße 1, von der dort die Landesstraße 426 in Richtung Bad Pyrmont im Südsüdosten führt. Die nächste Autobahn ist die Bundesautobahn 2 mit Anschluss beim 25 km (Luftlinie) nördlich gelegenen Rehren.

### Schienenverkehr
Von 1897 bis 1980 war Grießem, über einen Bahnhof der Lager Bahn, an den SPNV in Richtung Hameln und Bielefeld angebunden. Der Güterverkehr wurde 1994 aufgegeben und die Strecke abgebaut. Mittlerweile kann die Trasse teilweise als Radweg (Lager Bahnweg) benutzt werden. Das ehemalige Bahnhofsgebäude ist nicht erhalten, doch steht am nördlichen Ortsrand an der Bundesstraße noch das Wohnhaus der Bahnbediensteten.

### Flugverkehr
Die nächsten Flughäfen sind der Flughafen Hannover und der Flughafen Paderborn/Lippstadt.